# Cycnia antica
Cycnia antica là một loài bướm đêm thuộc phân họ Arctiinae, họ Erebidae.